# Москвітіна Галина Олександрівна
Галина Москвітіна (Гала) — українська художниця, засновниця стилю латернативний реалізм.

## Біографія
Народилась у Києві. Закінчила Український поліграфічний інститут імені Івана Федорова за спеціальністю художниця-графікиня. Москвітіна належить до категорії об'єктивних художників, представників об'єктивного мистецтва.

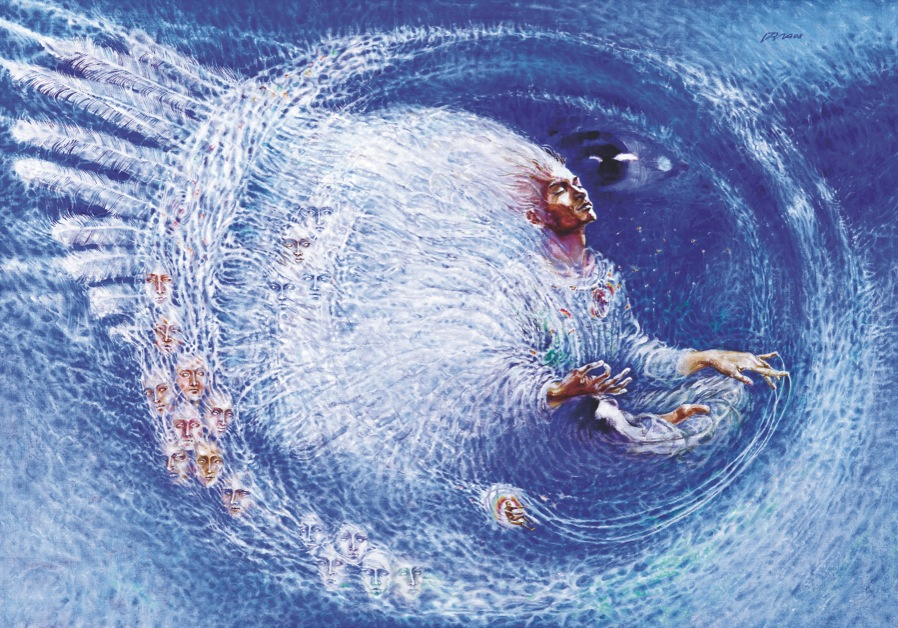
Гойдалки Жулая



## Виставки
У жовтні 2010 року у Національному музеї «Київська картинна галерея» пройшла перша виставка светангів Галини Москвітіної «Ангели. Боги. Будди».
Виставка під назвою «Дар світлу» проходила у листопаді 2010 року у Шоколадному будиночку в Києві.
З 21 липня по 7 вересня 2011 в Одесі пройшла виставка робіт Галини Москвітіної у рамках проекту «Еволюція». Експозиція складалася з репродукцій, які називаються светангами, оригінали яких знаходяться у приватних колекціях і фондах. 19 вересня 2011 року у Тель-Авіві відбулася перша виставка світового турне светангів Галини Москвітіної «Кодекс світла» у посольстві України в Ізраїлі.
4 жовтня 2011 р. у Києві в Шоколадному будиночку відбувся попередній показ светангів з приводу початку світового турне «Кодекс світла» та презентація альбому «Ангели. Боги. Будди».
19-30 жовтня 2011 р. у Мілані в Congress&Expo Center відбулася друга виставка турне «Кодекс світла».
7-26 листопада 2011 р. у галереї Hay Hill у Лондоні відбулася третя виставка турне «Кодекс світла».
7-13 грудня 2011 р. у Києві у філіалі Національного музею російського мистецтва відбулася четверта виставка турне «Кодекс світла».
З 20 січня по 21 лютого 2012 р. у київському Центрі інтегрального розвитку людини «Новий вік» відбулася друга виставка робіт Галини Москвітіної в рамках проєкту «Еволюція».
25 квітня — 7 травня 2012 р. у Нью-Йорку в галереї Alexandre Gertsman Contemporary Art Gallery відбулася п'ята виставка турне «Кодекс світла» 26 липня — 26 вересня 2012 р. у Києві в конно-спортивному комплексі «МАГНАТ» відбулася виставка Галини Москвітіної «Зустріч неба та землі» 27 листопада 2012 року у Києві відкрилась нова галерея ARCANE ART GALLERY, в якій експонується найбільш повна колекція робіт Галини Москвітіної. 18 грудня 2012 року у галереї «Arcane Art» відбулася зустріч «Об'єктивність нової ери», у ході якої можна було побачити роботи Галини Москвітіної. 22 січня 2013 року у галереї «Arcane Art» відкрилась виставка «Об'єктивні світи. Мистецтво мінералів», яка поєднала нову експозицію робіт Галини Москвітіної та дивовижну колекцію мінералів. 19 лютого 2013 року галерея «Arcane Art» в партнерстві з компанією Arzinger провела спільний захід «Об'єктивні світи: Об'єктивність звуку» — відкриття нової експозиції робіт Галини Москвітіної «Sundrops» і «Prayer» в поєднанні з виступом струнного квартету «CORDA». 5 березня 2013 року в галереї"Arcane Art" відбулася зустріч із циклу «Об'єктивність звуку» — «Співаючі тибетські чаші», яка супроводжувалася новою виставкою робіт Галини Москвітіної. 26 березня 2013 року в галереї «Arcane Art» відбулася чергова подія — «Великий космічний рік», в якій взяли участь художниця Галина Москвітіна, а також відома українська астрологиня Галина Побережна. 9 квітня 2013 року в Arcane Art Gallery спільно з видавництвом «Софія» відбулася зустріч «На початку було Слово», на якій разом з новою експозицією картин Галини Москвітіної були представлені популярні книги видавництва та літературні новинки. 23 квітня 2013 року в галереї «Arcane Art» дизайнер Олена Голець презентувала нову колекцію осінь/зима 2013 - 2014. На завершення була продемонстрована дивовижна сукня, натхненням для створення якої стали світанги Галини Москвітіної, представлені в галереї. 14 травня 2013 року в галереї «Arcane Art» відбулася зустріч «Гармонія вікових традицій і сучасного мистецтва», яка надала її учасникам унікальну можливість почути чарівні звуки давнього інструменту, які були у гармонічному поєднанні з новими роботами Галини Москвітіної з серії «Sundogs». 28 травня 2013 року у галереї «Arcane Art» відбулася виставка «Єдність внутрішнього і зовнішнього Космосу. Всесвіт очима мистецтва і науки», на якой були представлені нові роботи Галини Москвітіної з серій «Sparkles» (Сполохи) та «Sundrops» (Краплі сонця) разом із панорамними знімками Всесвіту, які були зроблені космічним телескопом «Хаббл». 12 жовтня 2013 року в галереї «Arcane Art» відкрилась нова експозиція Галини Москвітіної —"Об'єктивні світи: послання дерев", присвячена початку акції, яка є частиною міжнародної ініціативи Clean Up The World, що об'єднує 180 країн з висадки дерев у Києві та інших містах України представниками бізнесу і соціально орієнтованих організацій. 21 січня 2014 року в галереї «Arcane Art» відбулося відкриття виставки «Об'єктивність кінематографа. Сергій Параджанов: Крізь час. До 90-річчя з дня народження», на якій поруч з фотографіями Юрія Гармаша були представлені нові роботи Галини Москвітіної з серій «Sundrops» та «Prayer».. 22 липня 2014 року в галереї «Arcane Art» відбулося відкриття нової виставки — «Миттєвість вічності», яка представила нову серію світангів Галини Москвітіної «AtmAspheric Front». 10 вересня 2014 року в галереї „Arcane Art“ відбулася зустріч „Об'єктивна музика“, на якій гості могли почути класичні твори С.Баха, Б.Марчелло, К.Дебюссі, Ф.Шуберта та Ф. Крейсера на фоні нової експозиції робіт Галини Москвітіної „Stream“.. 24 листопада 2014 року в лондонській галереї "Hay Hill" відкрилась виставка Галини Москвітіної "The Heart of the Matter", яка представила колекцію її медитативних робіт. .

## Аукціон
8 червня 2011 року аукціонний дім Bonhams провів торги, на яких поряд з традиційними шедеврами російського живопису вперше були представлені українські художники. Картина Галини Москвітіної під назвою «Школа танців» була продана за 9600 фунтів стерлінгів. 1 грудня 2011 року картина Галини Москвітіної «Промінь творіння» була продана на аукціоні MacDougall's у Лондоні за 6500 фунтів стерлінгів. 28 листопада 2012 року картина Галини Москвітіної «Association», була продана на аукціоні MacDougall's у Лондоні за 11050 фунтів стерлінгів.

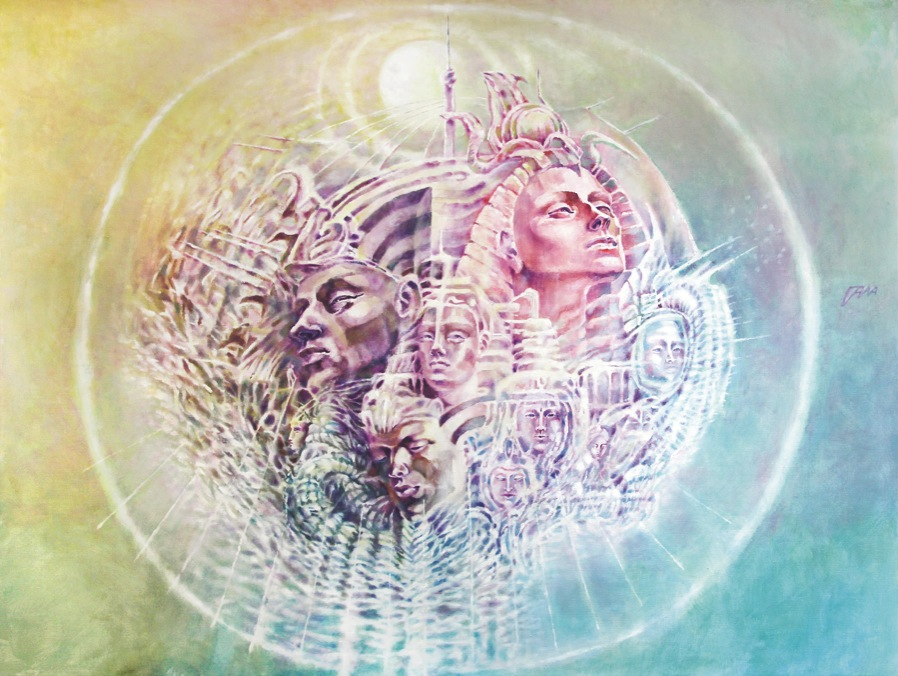
Корабель Іштар

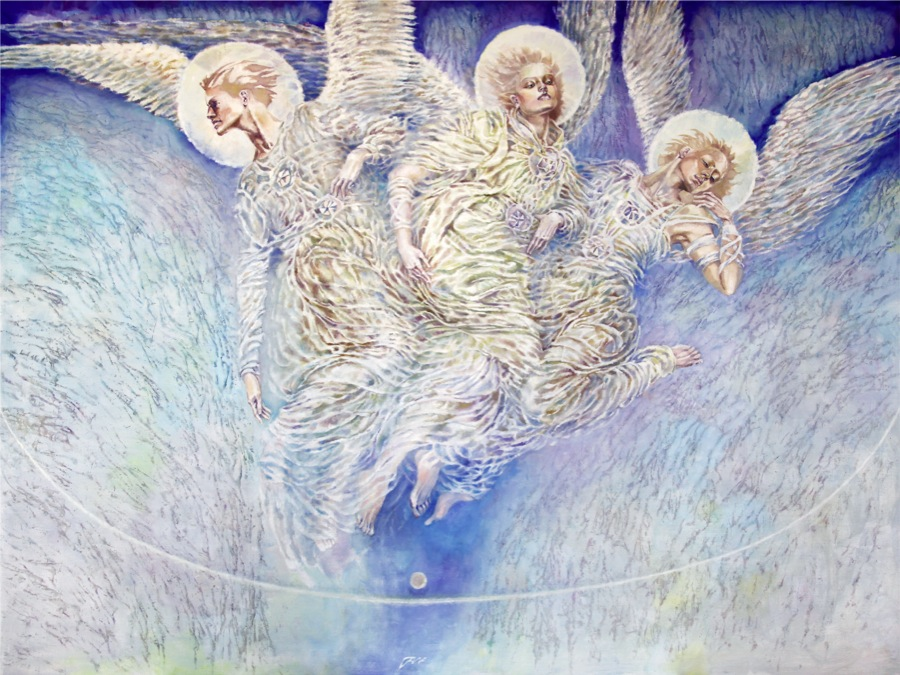
Вибір

## Латернативний реалізм
Латернативний реалізм — це вираз творчості Галини Москвітіної, творче спрямування, засноване на особливому сприйнятті художником світла, використання в живописі концептуальних образів, безпосередньо пов'язаних з поняттями «світло, світимість, світлоспрямованість». Картини, створені в рамках даного напрямку, іменуються светангамі. Вони є частиною «пригод її душі», виразом духовних досвідів, відображених у живописній формі, продиктованих найтоншим порухом душі, виразом простору світла в об'єктивному світі.

## Офіційна сторінка
Офіційна сторінка Галини Москвітіної [Архівовано 14 липня 2011 у Wayback Machine.]
Офіційна сторінка галереї «Arcane Art»